# 濃昼
濃昼（ごきびる）は北海道石狩市厚田区と浜益区の境界にある地名。濃昼川をはさんで、集落の南側が厚田区濃昼、北側が浜益区濃昼となっている。
磯まで海が深く、北部に岬が突き出ているため北西の風による時化から守られた濃昼は、恵まれた自然港であり、また避難港としての性質も備えていた。

## 地名の由来
アイヌ語の「ポキンピㇼ（pokin-pir）」という語に由来するとされ、それに字をあてたとされている。
その意味について、「ポキン（pokin）」は「下の～」という意であるが、「ピㇼ（pir）」は同音異義語で「渦」「蔭」「傷」など複数の解釈ができる語である。
このため、「陰の多い所」や「崖の陰」、「蔭の蔭」、「水渦巻く（ところ）」などいくつかの解釈がなされている。

## 歴史

### 江戸時代
1669年（寛文9年）に起きたシャクシャインの戦いを受けて、翌1670年（寛文10年）に津軽藩が行った蝦夷地の調査記録を収録した『津軽一統志』の「巻第十」に「ごきびる」の名が記されている。厚田区内の地名としては最古の用例である。また1673年（寛文13年）には、松前藩が戦闘鎮定後のアイヌの所在状況を調べているが、その記録にも「こきひる 澗あり」とある。「澗」は湾や海岸の船着き場を指すので、17世紀には当地の海辺や川筋にアイヌが暮らしていたことがうかがえる。
1769年（明和6年）ころから、アイヌと和人の交易商場の区域をめぐって、南のアツタ場所と北のマシケ場所による境界紛争が起きるようになった。この問題は1785年（天明5年）にマシケ場所の南部がハママシケ場所として切り分けられた後も、なお解決を見なかった。当時、コキビル（濃昼）からヲクリキ（送毛）にかけてはアツタ場所の区域下にあったが、現地に在住するアイヌにとってはハママシケのほうが連絡の都合がよく、アツタに頼る者は少なかったことから、1790年（寛政2年）にハママシケとアツタの境界はコキビルと定められた。
1857年（安政4年）5月、厚田場所請負人の浜屋与三右衛門が、安瀬から濃昼山道の開削を始め、翌1858年（安政5年）7月に完成させた。

### 明治以降
1871年（明治4年）、浜益を直轄地とした開拓使は、手始めに村落の名称の選定を行った。浜益側の濃昼は、北隣の送毛と合わせて尻苗村を構成するようになった。
1902年（明治35年）、北海道二級町村制が施行される。厚田の濃昼は近隣6村と合併して厚田村の一部となり、同様に浜益の濃昼を含む尻苗村は合併で黄金村となった。
1907年（明治40年）、北海道一級町村制の施行により、黄金村はさらなる合併で浜益村となった。
1932年（昭和7年）6月に起きた火災が、南東の強風にあおられて大火となり、集落の戸数の半分が焼失した。
2005年（平成17年）、厚田村と浜益村はともに石狩市へと編入され、南北に分かれた濃昼集落がひとつの自治体に属することとなった。

## ギャラリー

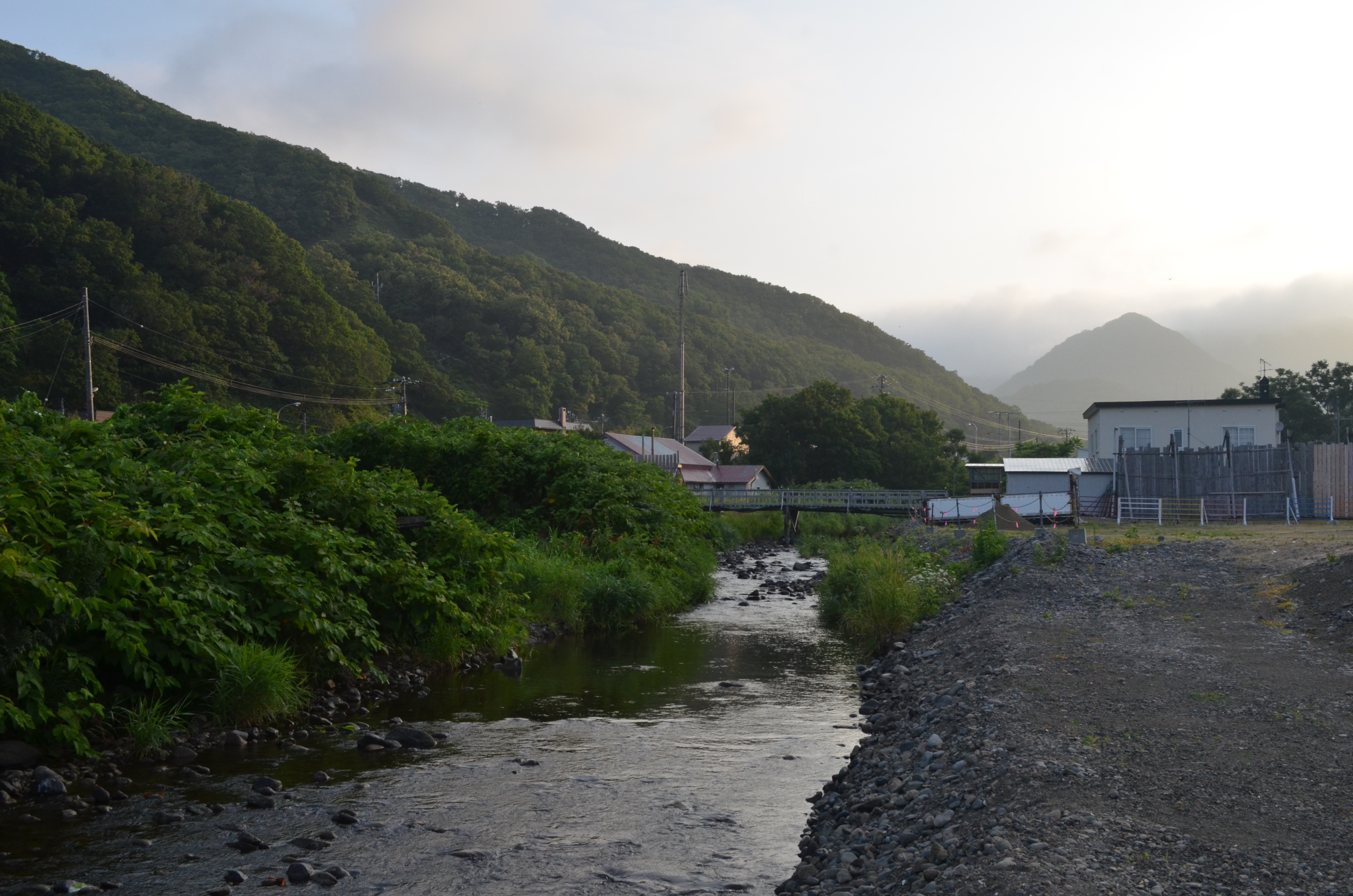
濃昼川。河口より東を望む
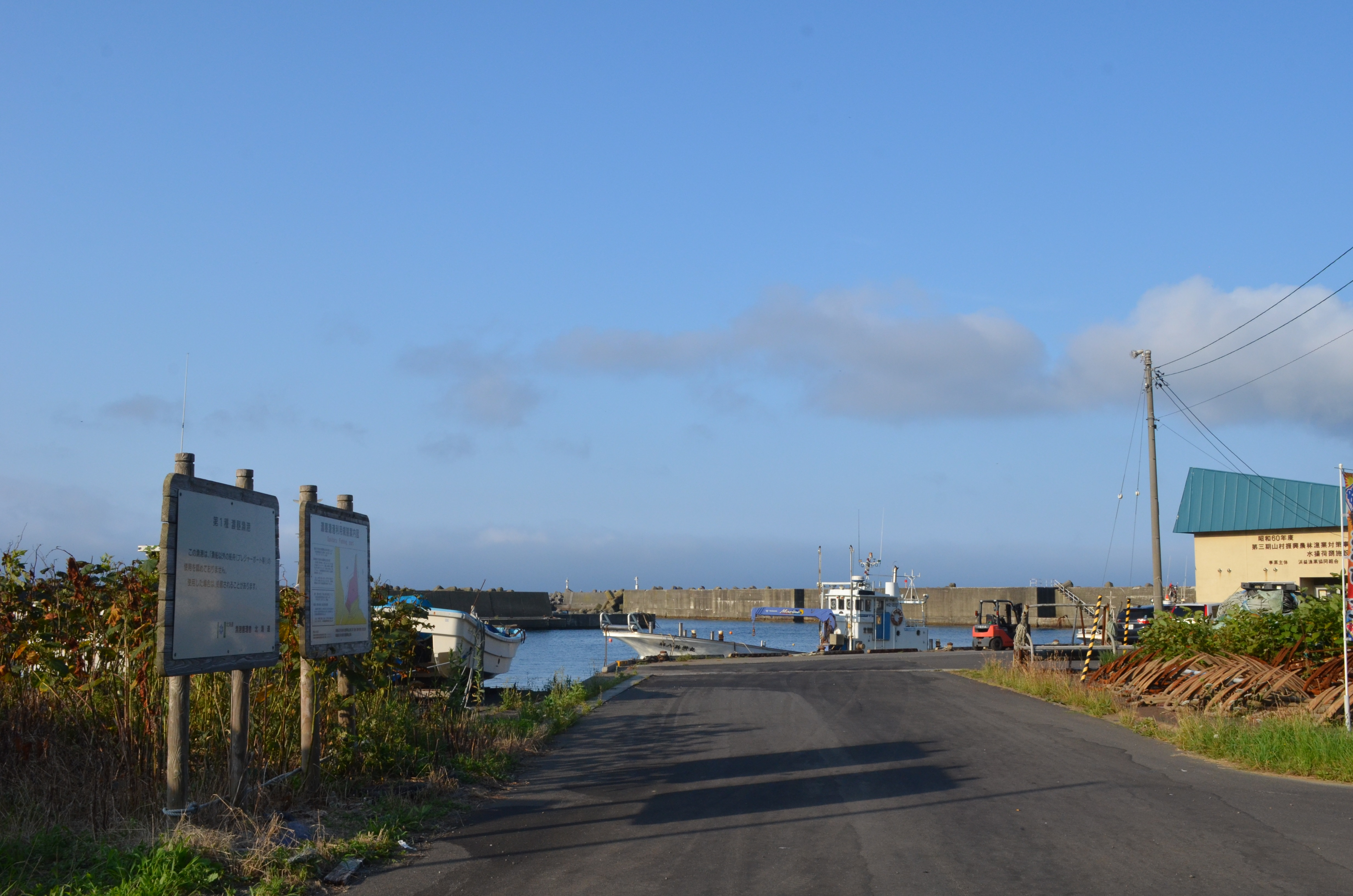
濃昼漁港
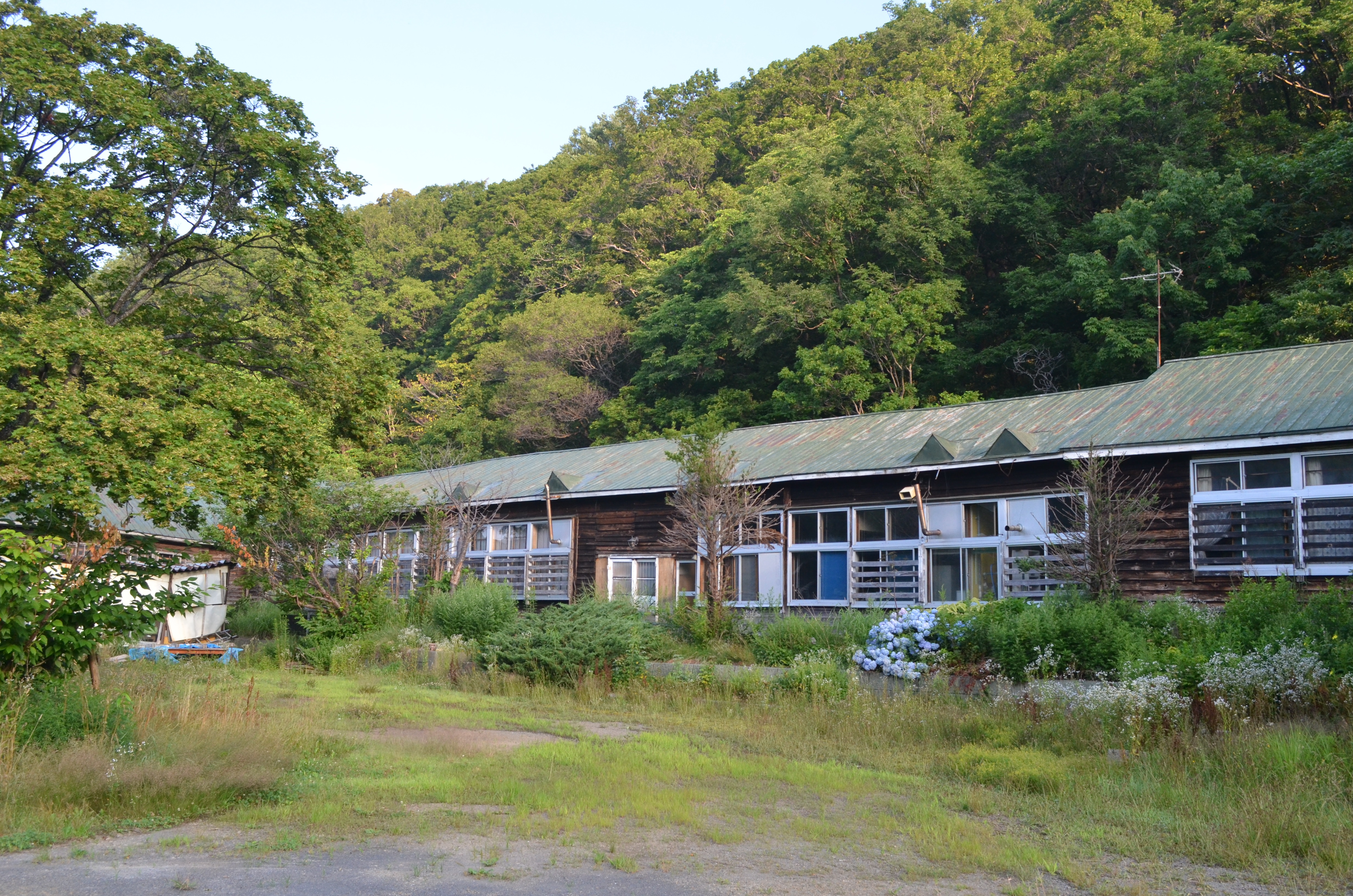
旧・濃昼小中学校
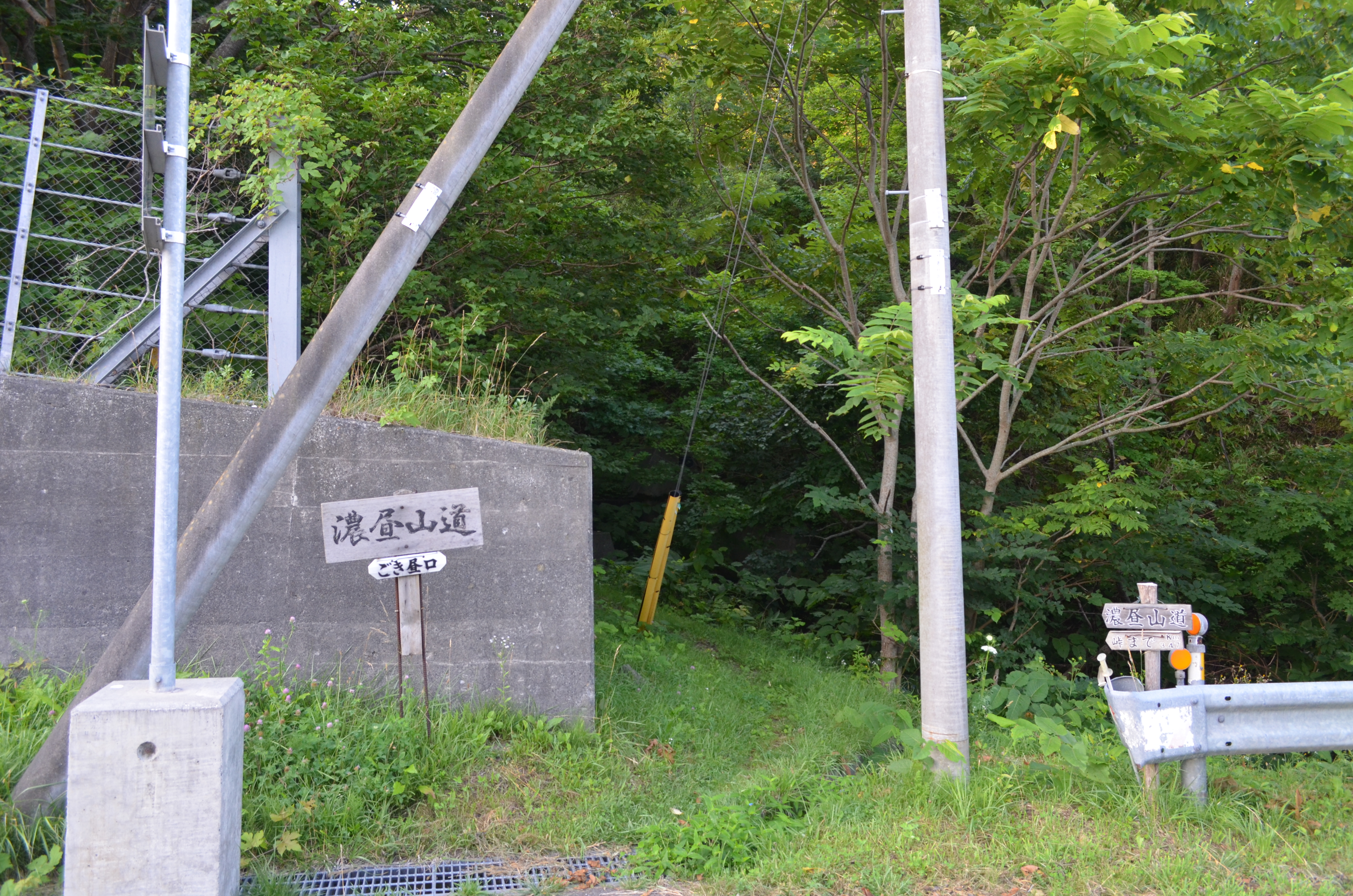
濃昼山道 濃昼口